# Пискорский, Матеуш
Матеуш Анджей Пискорский (пол. Mateusz Andrzej Piskorski, 18 мая 1977 года, Щецин, Польская Народная Республика) — польский политик, преподаватель, политолог, публицист и журналист, депутат Сейма V созыва.

## Образование и научная деятельность
В 2001 году окончил политологический факультет Щецинского университета. В январе 2011 года получил степень доктора гуманитарных наук в Университете имени Адама Мицкевича в Познани на факультете политических наук и журналистики, докторская — «„Самооборона Республики Польша“ в польской партийной системе».
С 2002 по 2005 год преподавал в Щецинском университете. Затем преподавал в Высшей профессиональной школе, в «Collegium Balticum» и в Высшей школе педагогики им. Януша Корчака в Варшаве. В 2007 году вернулся преподавать в Щецинский университет. В 2008 году стал председателем Товарищества Польско-Венесуэльского сотрудничества. Работал в Национальном Совете радиовещания и телевидения. С декабря 2009 года по декабрь 2010 года был заместителем директора Польского Евро Радио. Был адъюнктом в Академии им. Яна Длугоша в Ченстохове. Затем был деканом факультета политических наук в Высшей школе международных отношений и американистики в Варшаве.
Публиковал статьи в польских изданиях «Polityce Narodowej», «Obywatelu», «Myśli Polskiej» и «Myśli.pl».

## Политическая карьера
Его карьера в политике началась в середине 90-х годов в родном городе Щецин, где он стал одним из идеологов и основателей неонацистских организаций The Temple of Fullmoon, The Black Order, которые были тесно связаны с польской НСБМ сценой. Будучи студентом с конца 90-х годов принадлежал к «Польской крестьянской партии» из которой вышел в 2000 году. Был связан с обществом «Niklot». Общество декларировало поддержку культуры и традиций, а также пропагандировало славянский национализм. Большинство членов общества набиралось из числа скинхедов. С начала 2000-х годов неоднократно посещал Россию, где встречался с неонацистскими активистами. В 2002 году присоединился к партии «Самооборона Республики Польша». В партии занимался вопросами внешней политики. Был помощником депутата (пол. Jan Łączny), работал в команде Анджея Леппера во время президентских выборов 2005 года. Основал и возглавил ассоциацию Европейский Центр Геополитического Анализа.
Участвовал в парламентских выборах 2005 года по спискам партии «Самооборона Республики Польша» от округа Щецин, получил мандат депутата и прошёл в польский Сейм. Работал в таких комиссиях Сейма, как комиссия по иностранным делам и комиссия регламента и обращений депутатов. Был заместителем председателя комиссий по изменениям в закон об Институт национальной памяти и закон о реприватизации. Представлял Сейм Польши в Западноевропейском союзе. На местных выборах 2006 года выставлял свою кандидатуру на пост президента своего родного Щецина, однако снялся с выборов в пользу Тересы Любиньской (пол. Teresa Lubińska) из партии «Право и справедливость». В 2007 году стал пресс-секретарём «Самообороны Республики Польша».
На досрочных парламентских выборах 2007 года не был переизбран в сейм. В декабре того же года вошёл в состав президиума «Самообороны РП». В январе 2009 года принимал участие в создании партии «Libertas Polska». Вышел из «Самообороны РП», однако позже вернулся и снова вошёл в президиум.
На парламентских выборах 2011 года безуспешно баллотировался в Сейм от «Польской партии труда — Август 80», был первым номером в её списке (по рекомендации «Самообороны РП»). В апреле 2012 года вступил в «Польскую партию труда», однако через несколько месяцев вернулся в «Самооборону», а 25 ноября этого же года стал заместителем председателя этой партии.
Был наблюдателем Крымского референдума. Приглашал «представителей Новороссии» в Польшу рассказать о своём видении войны в восточной Украине. 21 февраля 2015 года был избран председателем новой партии «Перемена» (пол. Zmiana).
В мае 2016 года задержан Агентством внутренней безопасности Польши по обвинению в сотрудничестве (с 2013 года по май 2016 года) с российской разведкой в деятельности, направленной против Польской Республики, в продвижении интересов России и манипулировании настроениями польского общества.
В 2018 году Рабочая группа ООН по произвольным задержаниям после запроса, на который власти Польши не ответили, сочла затянувшееся содержание Пискорского под стражей до суда нарушающим ряд статей Международного пакта о гражданских и политических правах, призвав его освободить.
15 мая 2019 года выпущен из варшавского следственного изолятора под залог в 200 тыс. злотых до вердикта суда.

## Награды
- Орден Почёта (5 декабря 2008 года, Южная Осетия) — за заслуги и значимый личный вклад в объективное освещение событий вокруг Южной Осетии[источник не указан 865 дней]
- Медаль «В ознаменование 20-летия Республики Южная Осетия» (2011 год, Южная Осетия)[29]